# Бида, Бартош
Бартош Бида (пол. Bartosz Bida; родился 21 февраля 2001) — польский футболист, нападающий клуба «Ягеллония».

## Клубная карьера
Уроженец Жешува, Бартош начал футбольную карьеру в академии местного клуба «Сталь». В 2015 году стал игроком футбольной академии «Ягеллонии».
В 2018 году отправился в аренду в клуб «Вигры Сувалки», за который провёл 11 матчей и забил 5 мячей.
19 июля 2019 года дебютировал в основном составе «Ягеллонии» в выездном матче высшей лиги чемпионата Польши против «Арки». Уже на 6-й минуте игры забил свой первый гол за клуб.

## Карьера в сборной
Выступал за сборные Польши до 16, до 17, до 18, до 19 лет и до 21 года.